# Za bouře zrozená
Za bouře zrozená (v anglickém originále Stormborn) je druhý díl sedmé řady seriálu Hra o trůny stanice HBO. V USA měla premiéru 23. července 2017 a v Česku o den později. Režie se ujal Mark Mylod, scénář napsal Bryan Cogman.

## Děj

### Dračí Kámen
Daenerys (Emilia Clarkeová) se svými rádci rozebírá plán na dobytí Sedmi království. Po počátečních neshodách mezi Tyrionem (Peter Dinklage) a Ellariou Písek (Indira Varma), která dává Tyrionovi za vinu Oberynovu smrt, Dany rozhodne, že Královo přístaviště nenapadnou přímo. Olenně Tyrell (Diana Rigg) je Daenerysin plán na obléhání a vyhladovění hlavního města zpočátku k smíchu, nakonec ale akci schválí a rozhodne se ji podpořit, stejně jako Theon (Alfie Allen) a Yara Greyjoyovi (Gemma Whelan). Po poradě se Daenerys setká s Melisandrou z Ašaje (Carice van Houtenová), která jí nabídne jako vhodného spojence Jona Sněha.

### Na Zimohradě
Jon Sníh (Kit Harington) dostane zprávu od Tyriona Lannistera, ve které ho zve na Dračí Kámen, aby se zde setkal s královnou Daenerys. Sansa (Sophie Turner) zpočátku nevěří, že zprávu psal skutečně Trpaslík, ale i kvůli možné nedůvěře připsal Tyrion na konec zprávy jednu větu, kterou řekl Jonovi, když se setkali: „Každý trpaslík je pro svého otce bastardem.“ I přesto Sansa a Davos Mořský (Liam Cunningham) raději Jonovi radí, aby na Dračí Kámen nejezdil. Král Severu je ale neoblomný a protože ví, že pod hradem se nachází ložiska Dračího skla, které nutně potřebuje, vydá se tam a Sansu ustanoví svojí zástupkyní.
Před odjezdem navštíví krypty pod Zimohradem a konfrontuje přitom Malíčka (Aidan Gillen). Vyhrožuje mu a nechce, aby se Petyr Baeliš dále zajímal o Sansu.

### V Králově přístavišti
Cersei (Lena Headeyová) svolává své přátele, lordy Sedmi Království, a postupně připravuje plán na ochranu království. Apeluje především na to, že Daenerys do Západozemí přivedla Dothraky, kteří jsou známí svým pleněním. Dostaví se i Randyll Tarly (James Faulkner), lord z Parožnatého vrchu, se svým mladším synem. Ten je lenním pánem ve službách lady Olenny, ale Jaime (Nikolaj Coster-Waldau) a Cersei se ho snaží přesvědčit, že Královna trnů je zlomená žena, která neví, co dělá.
Qyburn (Anton Lesser) vezme Cersei do katakomb Rudé bašty a odhaluje novou zbraň, kterou vytvořil na ochranu města před draky: balistu.

### Ve Starém Městě
Mistr Ebrose (Jim Broadbent) navrhne Jorahu Mormontovi (Iain Glen), že vypraví loď do Valyrie, kde v rozvalinách města pobývají lidé postižení Šedým lupem. Sam (John Bradley) netuší, že Jorah je syn jeho bývalého lorda velitele, ale když to zjistí, rozhodne se začít riskantní léčbu. Vypůjčí si staré záznamy jednoho z mistrů, kterému se podařilo šedý lupus vyléčit, a začne Mormonta léčit.

### Říční krajiny
Arya (Maisie Williamsová) v hostinci potká svého kamaráda Koláče (Ben Hawkey), se kterým dříve utekla z Harrenova. Ten jí prozradí, že její bratr Jon se stal Králem Severu a Boltonové zemřeli. Arya, která původně mířila do Králova přístaviště, se rozhodne vrátit se na Zimohrad, aby se zde setkala se svojí rodinou. Po cestě na Sever narazí na skupinu vlků, která ji zpočátku považuje za kořist: dokud se na místo nedostaví i zjevná vůdkyně smečky, ve které Arya potkává svého zlovlka Nymerii. Vlci se nakonec stáhnou a Arya i její kůň přežijí ve zdraví.

### Na Úzkém moři
Greyjoyové s Ellarii a Oberynovými dcerami se vydávají na cestu do Slunečného oštěpu, aby zde vyzvedli armádu Martellů. Celou flotilu ale záhy napadne nepřítel: strýc Yary a Theona Euron (Pilou Asbæk). Jeho loďstvo a lidé zmasakrují Yařiny lidi. V souboji se pak utkají dvě Oberynovy dcery, Obara (Keisha Castle-Hughes) a Nymeria Písek (Jessica Henwick), které nového krále Železných ostrovů sice zraní, nakonec jsou ale obě zabity vlastními zbraněmi. Euron zajme Yaru a Theon během boje uteče a nechává svoji sestru, kterou přísahal chránit, v rukou strýce.